# هنر اسلامی در اسپانیا

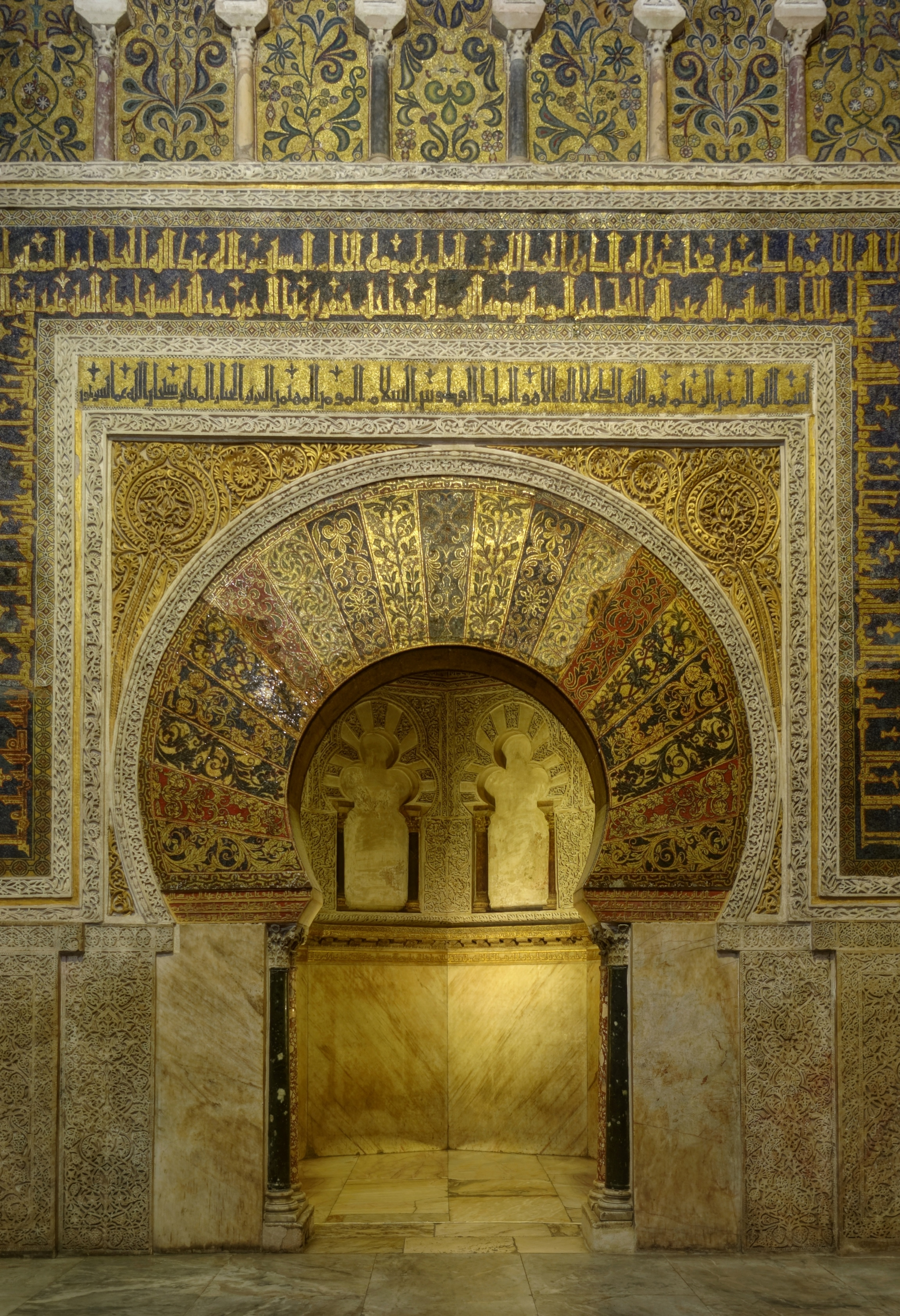
محراب با شکوه مسجد جامع قرطبه

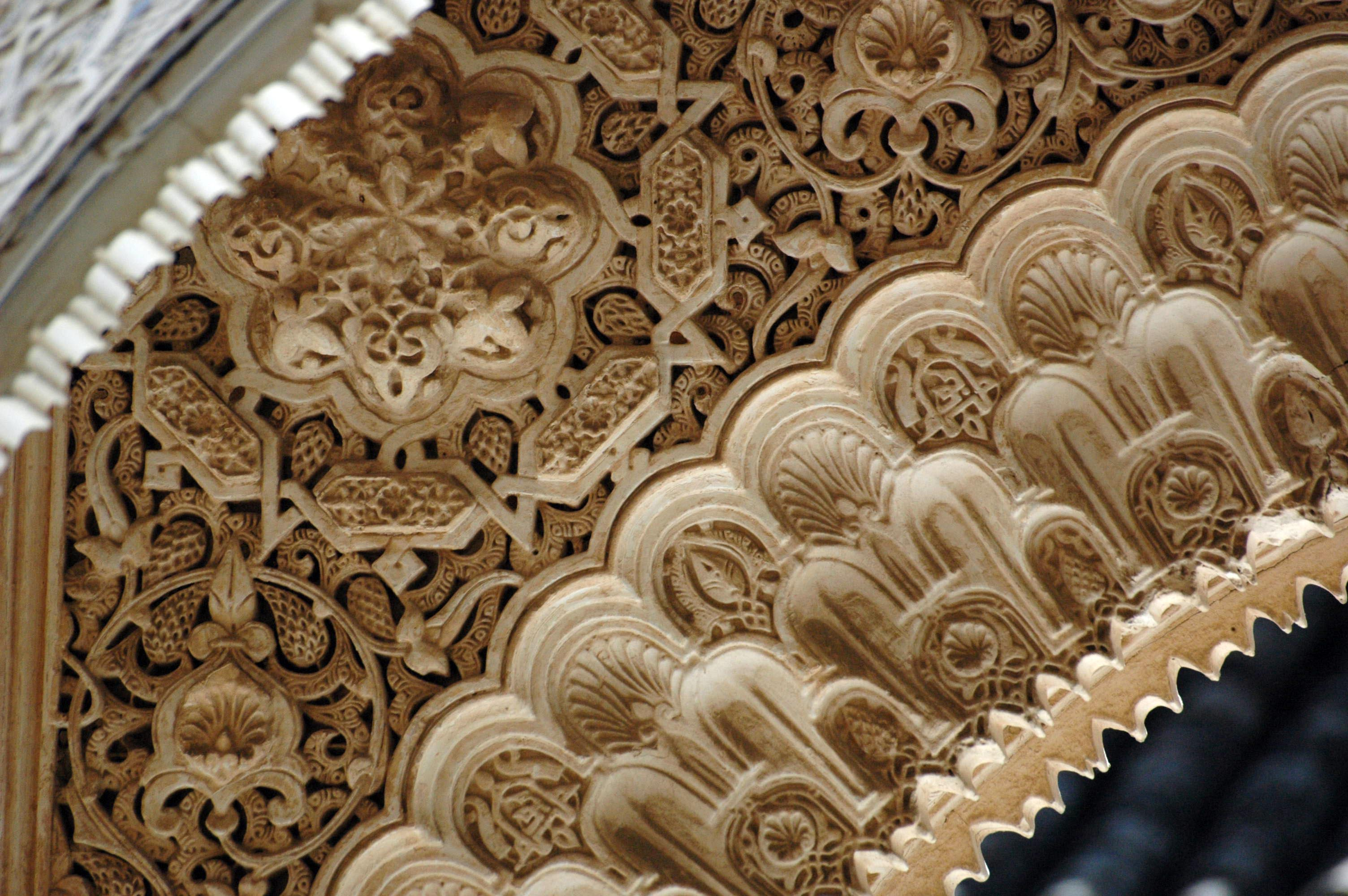
جزئیاتی از تزئینات کاخ الحمرا

اندلس یا همان اسپانیای امروزی، حلقه میانی فرهنگ و هنر اسلام و غرب است. حضور هشتصد ساله مسلمین در این سرزمین و به بار نشستن عمیق فرهنگ و هنر اسلامی، اسپانیا را پلی میان دو تمدن بزرگ تبدیل نمود. این تأثیر در دو محور قابل بررسی است یکی هنر مسیحیانی که تحت تسلط حکومت‌های اسلامی می‌زیستند و دیگری هنر اسلامی است که تحت تأثیر هنرهای متداول در سایر سرزمین‌های تحت حکومت اسلام در اسپانیا رواج یافت.
طی تسلط حکومت خاندان‌های مختلف اسلامی مستقر در اسپانیا برای گروهی از مسیحیان که در حفظ فرهنگ و هنر قومی خود می کوشیدند اما ناگزیر به پذیرش نفوذ فرهنگ و معماری اسلامی بودند هنری متداول شد که از سده هشتم تا یازدهم میلادی (دوم تا پنجم ه‍. ق)در کنار معماری و هنر اسلامی تحول می یافت. در این شیوه در سده یازدهم میلادی با نفوذ و رواج هنر رومی‌وار متروک ماند و از میان رفت. والیان و خلیفگان مسلمان با روش مسالمت‌آمیزی که داشتند به مسیحیان اجازه می‌دادند که با رعایت پاره‌ای شرایط برای اجرای مراسم دینی خود پرستشگاههای مسیحی بسازند در نتیجه شیوه معماری و تزیینی توسّط آن مسیحیان به وجود آمد، که آمیزه‌ای بود از هنر عامیانه محلّی و عناصر شکوهمند شیوه اسلامی. تأثیر این هنر و همچنین هنر و معماری اسلامی از سده ششم ه‍. ق (دوازدهم میلای) که مسیحیان اسپانیا تدریجاً شروع به پس گرفتن ایلات خود از مسلمانان کردند، تا سده نهم ه‍. ق (پانزدهم میلادی) که آغاز دوران رنسانس اروپا بود در اسپانیا و پرتغال رواج یافت.
در معماری، اولین نمونه حضور مسلمانان در این بخش از دنیا مسجد جامع قرطبه است. مسجدی که یکی از معماری‌های شکوهمند جهان اسلام است و در سال ۱۶۸ هجری بنای آن توسط «عبدالرحمن داخل» آغاز شده و توسط هشام فرزندش در سال ۱۷۷ هجری به پایان رسیده بود. عبدالرحمان دوم به تقلید از همین مسجد عظیم، مسجد جامع اشبیلیه را بنا نمود و با توسعه قصر قرطبه و نیز کشیدن دو خیابان در دو کناره رود «وادی کبیر»، گردشگاه بسایر زیبایی برای قرطبه فراهم نمود. همچنین عبدالرحمن سوم (متوفی ۳۵۰ هجری ۹۶۱ میلادی) ملقب به «الناصر» پس از عبدالرحمن دوم، نقشی مهم و عظیم در فرهنگ و هنر اندلس دارد. یکی از مهمترین کارهای این حاکم، ساخت شهری تحت عنوان «الزهرا» (در سال ۳۲۴ هجری) بود. به نقل ابن خلدون، ناصر، با فراخواندن معماران، هنرمندان، معبدسازان، خطاطان و نقاشان از سراسر اندلس، بغداد، مصر و حتی قسطنطنیه، شهری بسیار زیبا با بناهایی باشکوه بنا کرد. یکی از شکوه‌مندترین این بناها قصر الزهرا و به ویژه تالار پذیرایی آن بود. باغ‌ها و پارک‌هایی که در الزهرا ساخته شد این شهر را به یکی از زیباترین شهرهای جهان تبدیل نمود. تزیین هنری این قصر با نقش و نگار آیات قرآنی و گچ‌بری‌ها و نقاشیهای هنرمندانه‌ای همراه بود که به تعبیری تا آن زمان، و همو خیال هیچ بلندپروازی قادر به آفرینش نظیر آن نبود. در کنار قصر مسجد عظیمی نیز ساخته شد که یکی از بی‌نظیزترین معماری‌های اندلسی بود.

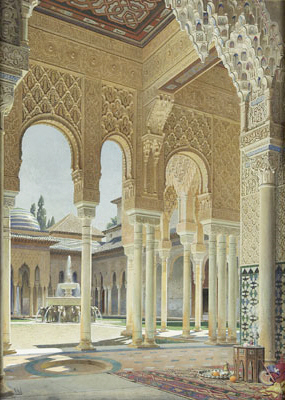
منظر حیاط شیران از داخل اطاقی در کاخ الحمرا.

در میان بسیاری کاخ‌ها برجامانده از معماری دوران اسلامی اسپانیا مشهورتر از همه کاخ مستحکم الحمرا یا مقّر دژمانند و شکوهمند امیران مراکش گرانادا یا غرناطه معروف به سلسله بونصریان است. بخش عمده این کاخ در سده هفتم هجری برپا شد. بناهای الحمرا نمونه بارز رشد هنر اسلامی مغربی در اسپانیا است. در این ساختمان‌ها سبک جدیدی به وجود آمد که بیشتر متأخر از آموزه‌های اسلام و شمال آفریقا بود و کمتر به خود اسپانیا مربوط می‌شد. یکی از ویژگی‌های بارز معماری الحمرا درون گرایی آن است . در الحمرا تزیینات درونی بسیار بیشتر از هیبت بیرونی است. این کاخ پُرزینت و مجلل در داخل دیواری دژمانند به رنگ قرمز بنا شده، که به همان سبب در زبان عرب «الحمراء» یا «جایگاه قرمز» نام گرفته‌است نقشه اصلی بنا نامنظم و گسترده، به‌طور عمده مشتمل است بر دو حیاط مستطیل شکل عمود بر هم که هر یک به ردیف‌هایی از ورودیّه‌ها و سرسراها و اتاق‌ها راه می‌یابند. حیاط شیران که کوچکتر آن دو و دارای تزیینات بیشتر است، در طاقنماهای چهار جانبی که متناوباً بر تکستونی‌ها و دو ستونی‌های ظریف با سرستون‌ها مزّین به نقوش توربافت سوارند، محصور شده است، و قوسها از درونسو دالبری چند پرّه و سطح دیوارهٔ بالای آن‌ها با گچبری راستخطهای درهم تنیده و کتیبه‌های قرآنی زینت یافته‌است. در مرکزحیاط حوضحه‌ای سنگی سوار بر پشت دروازه پیکره شیر از سنگ سیاه تعبیه شده‌است. بر روی هم نمای بیرونی بین الحمراء ساده و تزیینات گوناگون آن به شیوهٔ کاخسازی بربرهای مراکش در درونخانه تعبیه شده است، که عبارتند از: کاشی کاری لعابی منقوش و هفترنگ، گچبری فراوان به نقش تور بافت یا با نقوش هندسی اسلامی و گُل‌های گیاهی یا اسلیمی درهم بافته، کتیبه‌های حاشیه‌بندی شده قرآنی به خطوط کوفی و نسخ و ریحانی.
همچنین بدون تردید در کنار معماری، هنرهای دیگر اسلامی نیز در این سرزمین مؤثر افتادند. این تأثیر در رشته‌های مختلف هنری چون شهرسازی، معماری مساجد، کاخ‌ها، پارک‌ها و پل‌ها، ضرب سکه، خوشنویسی، زردوزی بر روی پارچه، نساجی و کاغذسازی، چشمگیر بود و در بطن خود دارای چنان روح زیباشناسانه و قدرتمندی بود که به همان صورت مورد تقلید اروپاییان قرار می‌گرفت. همچنین هنرهای تزیینی اسلامی چون: بافندگی، کنده‌کاری روی فلّز و عاج، سیم و زرکوبی روی مفرغ و فولاد با اسلوب معروف به «دمشقی» مانند ساختن، کلاه خودها و شمشیرهای گرانبها و به‌ویژه انواع کاشی‌سازی و سفال‌گری با رنگ‌های درخشان درهم بافته نیز شکوفان و مکتب ساز شد.
نوعی از هنر که در دوران اسلامی در اسپانیا شکل گرفت و توسعه پیدا کرد تأثیر شگرفی در معرفی هنر اسلامی به اروپاییان و نفوذ آن در هنرهای مدرن سده‌های بعدی داشت.